# Azasetron
Azasetron là một chất chống nôn hoạt động như một chất đối kháng thụ thể 5-HT3, pK i = 9,27  Nó được sử dụng trong quản lý buồn nôn và nôn do hóa trị ung thư (như hóa trị liệu bằng cisplatin). Azasetron hydrochloride được dùng với liều thông thường là 10 mg mỗi ngày một lần bằng đường uống hoặc tiêm tĩnh mạch. Nó được chấp thuận để tiếp thị tại Nhật Bản và được tiếp thị độc quyền bởi Torii Pharmaceutical Co., Ltd. dưới tên thương mại "Serotone IV Tiêm 10 mg" và "Viên nén Serotone 10 mg". Dữ liệu dược động học từ S. Tsukagoshi.